# 莱茵高

萊茵高的位置

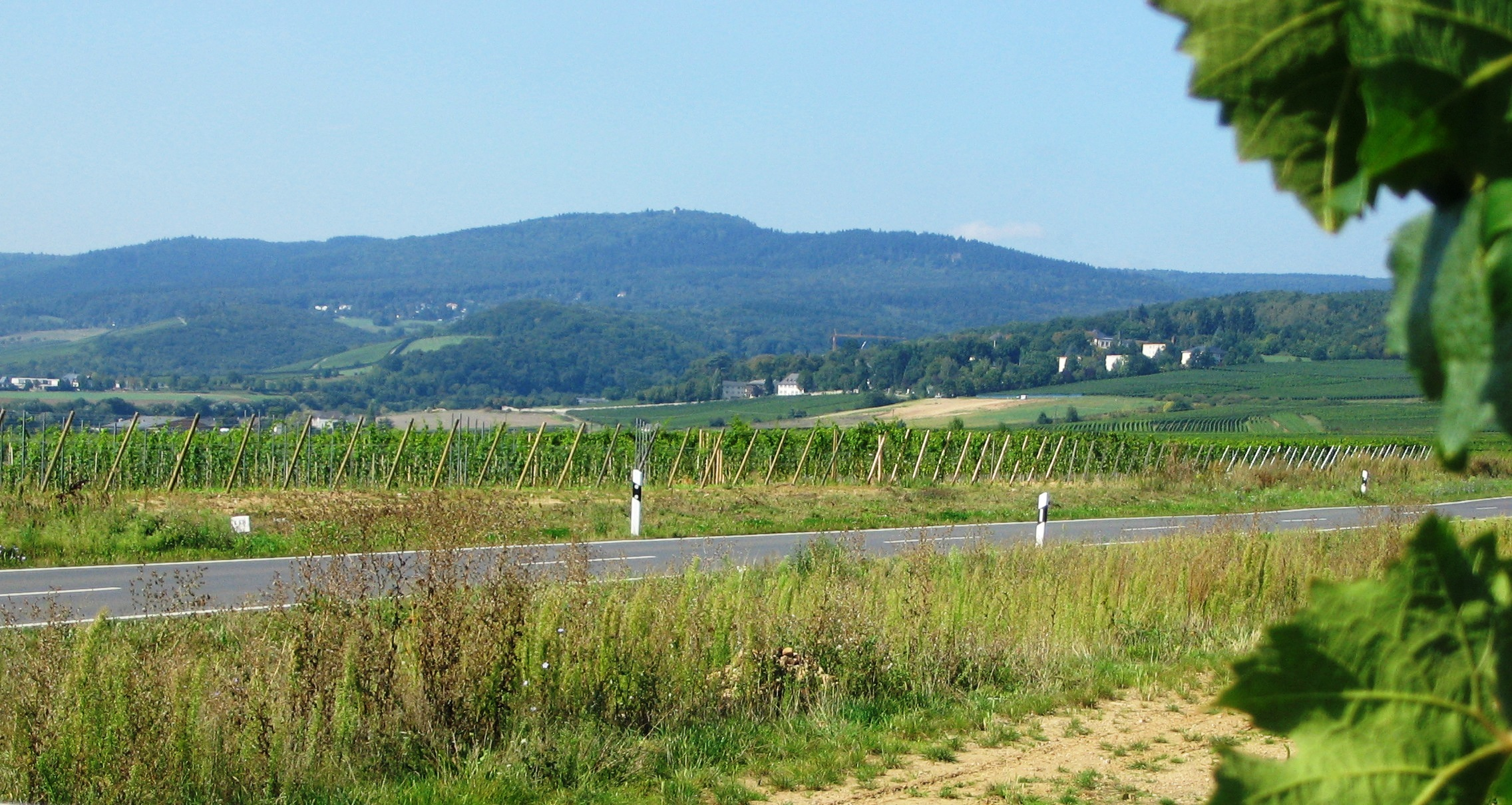
萊茵高一景

莱茵高，是指莱茵河右岸从 瓦盧夫 到 洛爾希 的地区。这是一片平缓的丘陵地，背靠莱茵-陶努斯天然公园，面对莱茵河。莱茵河在这里中止向北的流向，向西弯曲大约30公里，直到 Binger lorch 才继续向北流淌。由此在小范围内产生了对葡萄种植具有重要意义的气候条件：光照强烈，丘陵阻挡冷空气的入侵，以致气候温和，光照时间长。利于葡萄生长。莱茵高地区位于北纬50度，同一纬度的加拿大是冰天雪地，俄罗斯则是西伯利亚地区。
自然地理方面，莱茵高地区是莱茵-美茵低地的一部分。除自然风景外，莱茵高地区也是闻名遐迩的葡萄酒种植酿造地区。本地区有许多自然、人文景观。在行政划分上属于黑森州的萊茵高-陶努斯縣。

## 地理

### 风景
本地区的景观可以分为三个部分：
- 靠近莱茵河岸是平缓低矮的葡萄种植山区，有风景如画的村庄小镇和著名的酒庄。连绵的葡萄种植园，森林比较多，小片的葡萄园穿插其中。这里产生了世界有名的白葡萄酒——雷司令（Riesling）。

- 葡萄种植区的背后是地势稍高的森林（莱茵-陶努斯天然公园），最高处的冷山Kalten Herberge海拔619米，在Hallgarten一地有许多溪流汇到Wisper山谷。对徒步旅行爱好者来说，这一地区是理想的目的地。在此林中徒步旅行，可以数小时不见一人，在人口稠密的莱茵美茵地区极其少见。

- 这一段的莱茵河处于莱茵河的中段，歌德时代也被称为“莱茵浪漫提克”Rheinromantik。距离莱茵高地区约40公里处的莱茵河河岸两边山岩密布，河流湍急。海涅的名诗《罗蕾莱》便是描述流传于此地的传说。人文景观包括：中世纪的古堡、宫殿、教堂和修道院。其中中世纪的古堡被联合国科教文组织列为世界文化遗产。莱茵高地区因此是旅游胜地。

### 气候
夏季干燥温暖，冬季气候温和。在莱茵河岸生长地中海地区的植物，比如无花果树，橄榄树，杏树，桃树等等。夏季平均气温在19度，冬季则在1度以下，年平均降雨量450毫米，冷山（Kalten Herberge）地区的年平均降雨量是1000 毫米。

### 土壤
本地区有几种不同的土壤：黄土，粘土，石灰岩，泥岩等等。沙土，粘土尤其适合葡萄生长。

## 历史
在法兰克帝国时代由国王授权的莱茵伯爵管理。此后这一地区叫被做莱茵高（Rheingau）有一段时期属于国王的特别地区（包括今天的威斯巴登和美茵-陶努斯地区的西部）。公元983年奥托二世赠送予天主教大主教美因茨大主教 Willigis莱茵河中部的两岸为其领地，统治者把统治中心定在美因茨，以致莱茵伯爵的影响日益微弱。莱茵高地区有600年之久直到18世纪还被天然的植物屏障灌木丛包围，以和外地分割。至今还可以看到部分灌木，部分也被今人重新种植。

## 葡萄种植
最初是修道士把葡萄种植技术带到莱茵高地区。雷司令葡萄品种起源于德国，是产自克罗地亚的白葡萄（Gouais Blanc）和法国白葡萄（Savagnin Blanc）与野葡萄的杂交品种。据推测，雷司令葡萄品种可能诞生于莱茵河上游地区的河谷，因双亲分别来自亚德里亚海的两边，所以杂交可能出现在这片区域的任何地方。
德国是全世界雷司令的最大产区。该莱茵高地区的葡萄种植在中世纪的卡尔大帝时就已闻名。本地区3100公顷的种植面积在德国诸多葡萄种植区中位于第七位，规模并不算大。其葡萄酒产量每年大约为两千七百万升，只占德国葡萄酒产量的2.5%，其中80%是白葡萄酒。近年来，莱茵高地区的黑比诺（Pinot Noir）红葡萄酒的产量也日益增多。本地区平均每公顷葡萄园年生产6700升葡萄酒，小于全德每公顷9500升的平均产量。
雷司令葡萄酒有干有甜，从优质酒到顶级冰酒，品种众多；其味道清香，有丰富的果香和花香味道，比如紫罗兰、杏和蜂蜜，而且丰厚圆润。
在葡萄酒的等级分类上，莱茵高地区有迟摘型葡萄酒(spätlese)，还有如逐串精选（Auslese）、逐粒精选（Beerenauslese）和枯萄精选（Trockenbeerenauslese）等迟摘葡萄酒。莱茵高产区也是德国最早生产枯萄精选（也称贵腐甜酒）的产区，时间可追溯到1775年，此外还有优质餐酒（Qualitätswein）、小房酒（Kabinett）和冰酒（Eiswein）等。近年来德国葡萄酒业也引入了新的等级分类制度，如Erstes Gewachs、Classic等标识。

## 著名景观
本地区有不少著名的景观：
尼德瓦爾德紀念碑（Niederwalddenkmal）、埃伯巴赫修道院 （Kloster Eberbach）、约翰尼斯贝格宫（Schloss Johannisberg）、弗尔拉德宫（Vollrads）、奥斯特利希吊车（Oestricher Kran）、古城吕德斯海姆（Altstädte von Rüdesheim）、埃尔特维勒和基德里希、作为联合国世界文化遗产的莱茵河中部河谷地区的中世纪古堡。

## 文化
葡萄酒是莱茵高文化的一部分，在这里整年以都可品尝美味的葡萄酒。每年九月会举办持续11天的葡萄酒节，这是莱茵河畔最长的葡萄酒节。 莱茵高葡萄周（Rheingauer Weinwoche）莱茵高音乐节（Rheingau-Musik-Festival）是国际水平的文化盛事，现为欧洲规模最大的音乐节。葡萄采摘节（Weinlese），由文化和生活杂志Magazin für Kultur und Lebensart 举办的VivArt, Wiesbaden & Rheingau 等等。

## 图集

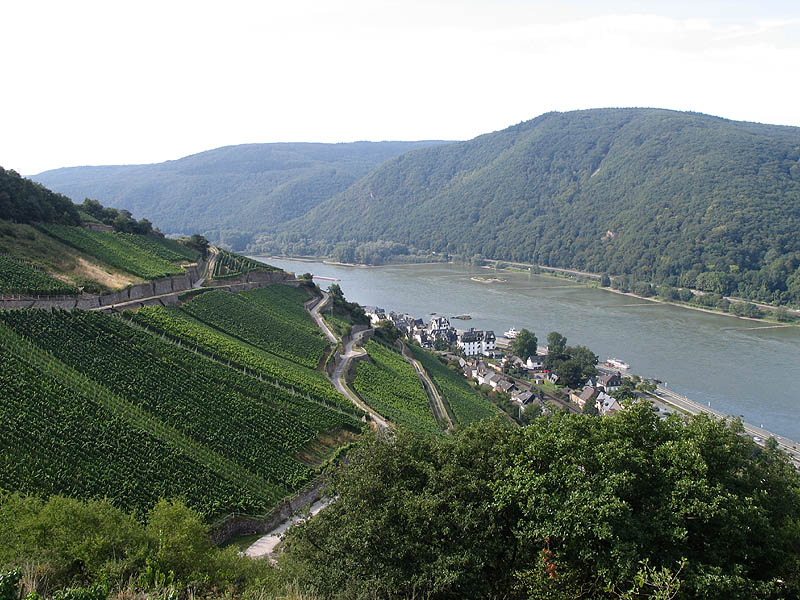
Rheingau valley with the Rhine
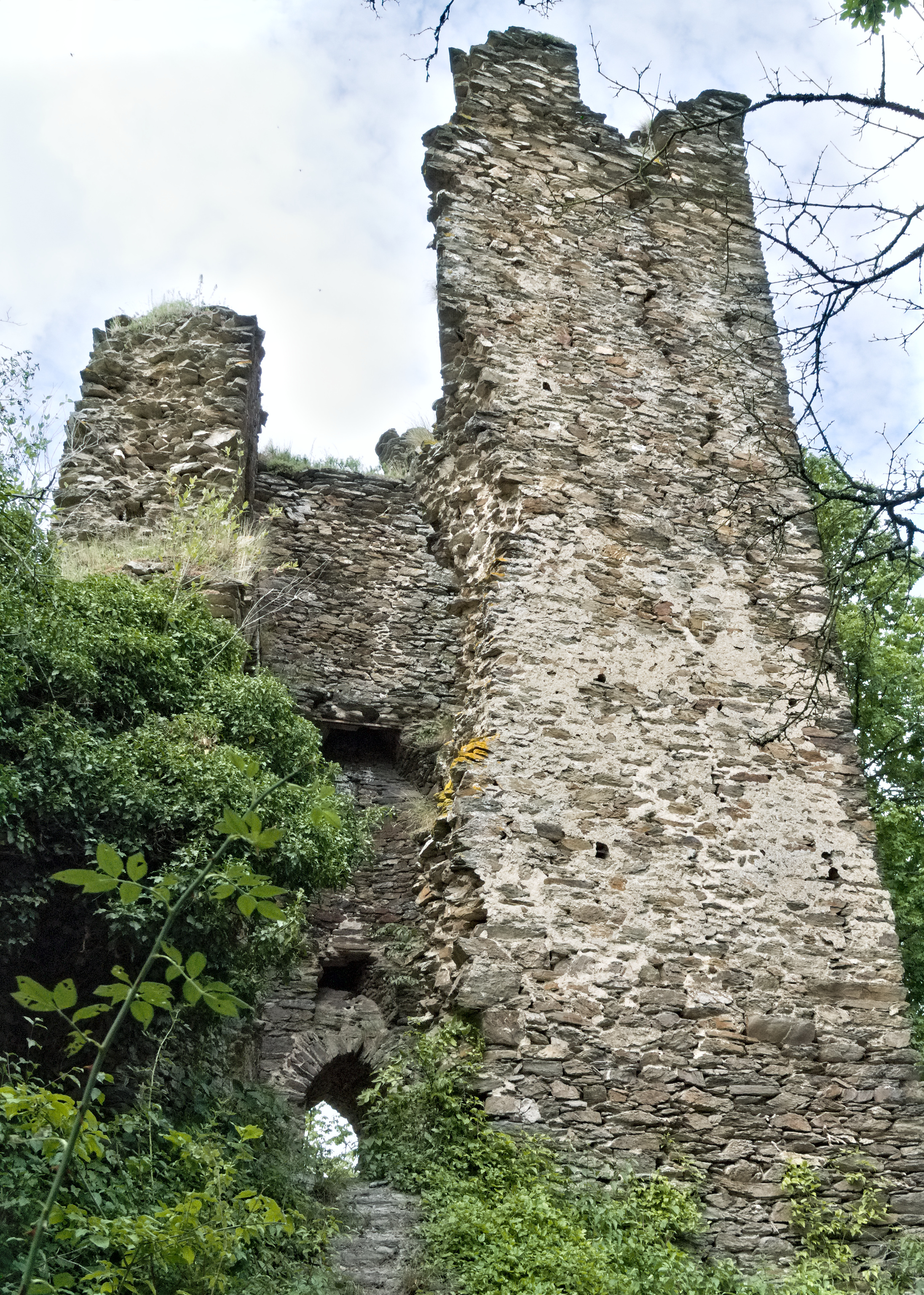
Rheinberg castle keep ruins, near Lorch
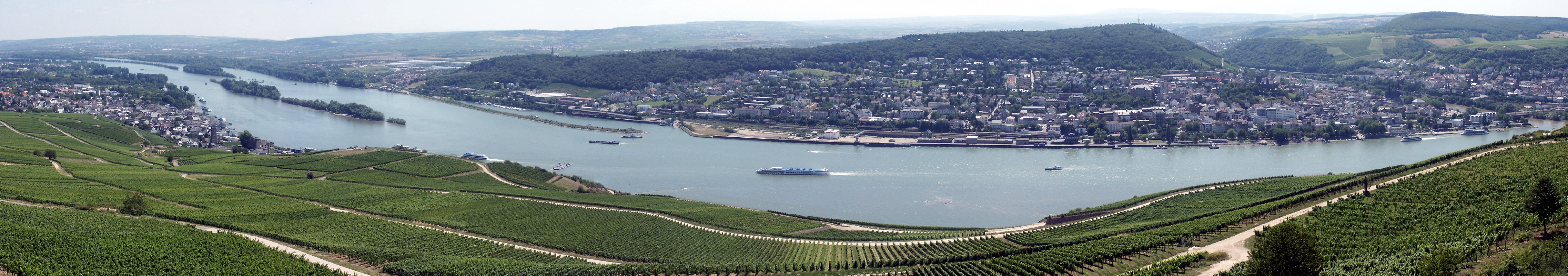
View from the Niederwald-Monument into the Rheingau
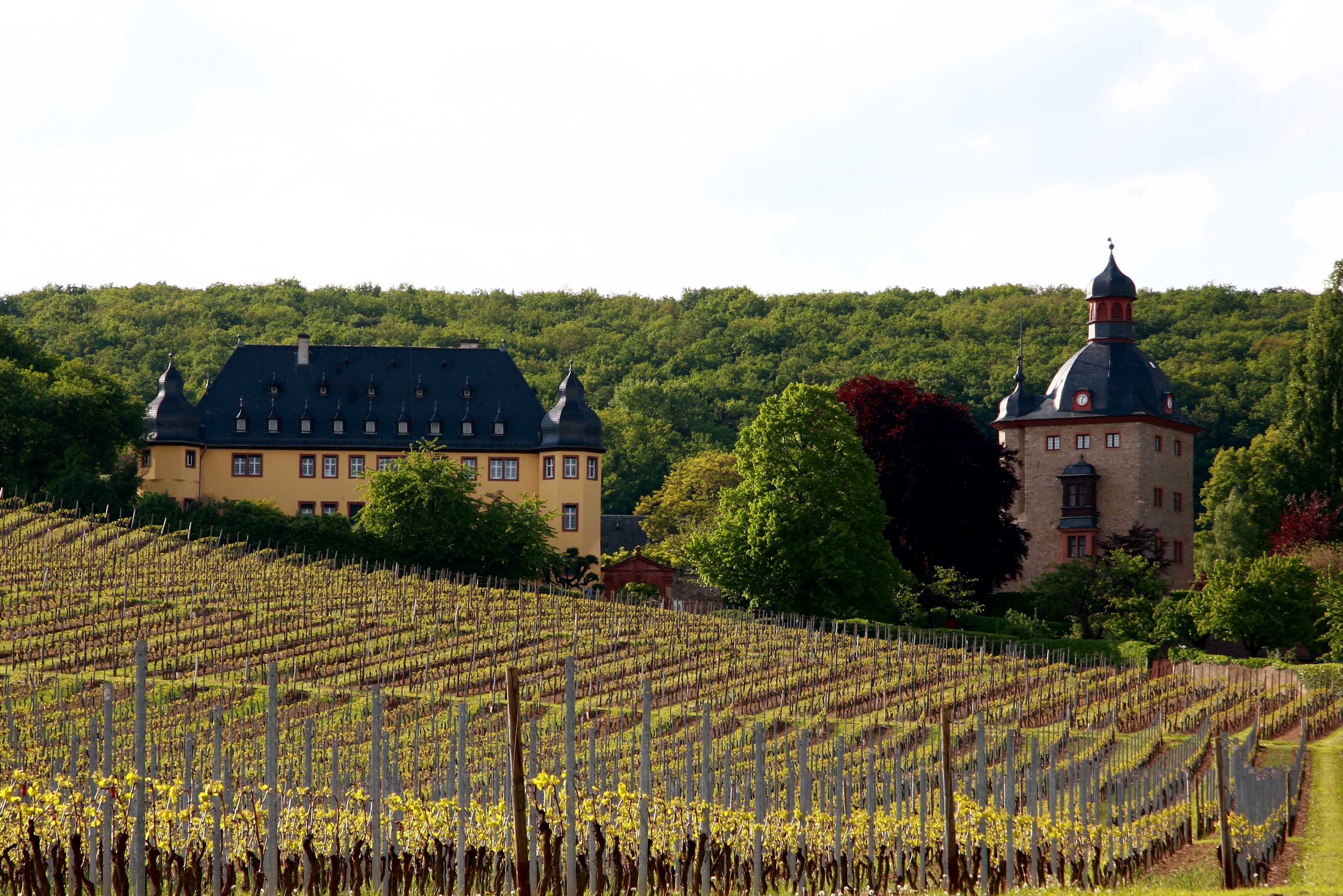
Schloss Vollrads near Oestrich-Winkel
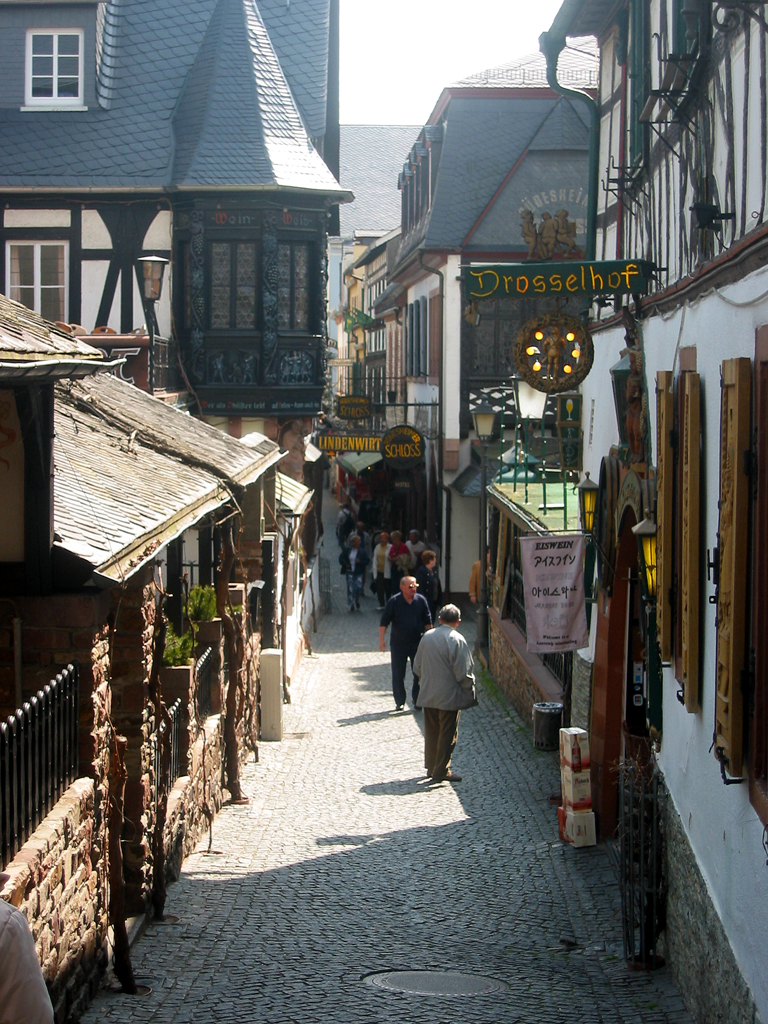
The Drosselgasse in Ruedesheim
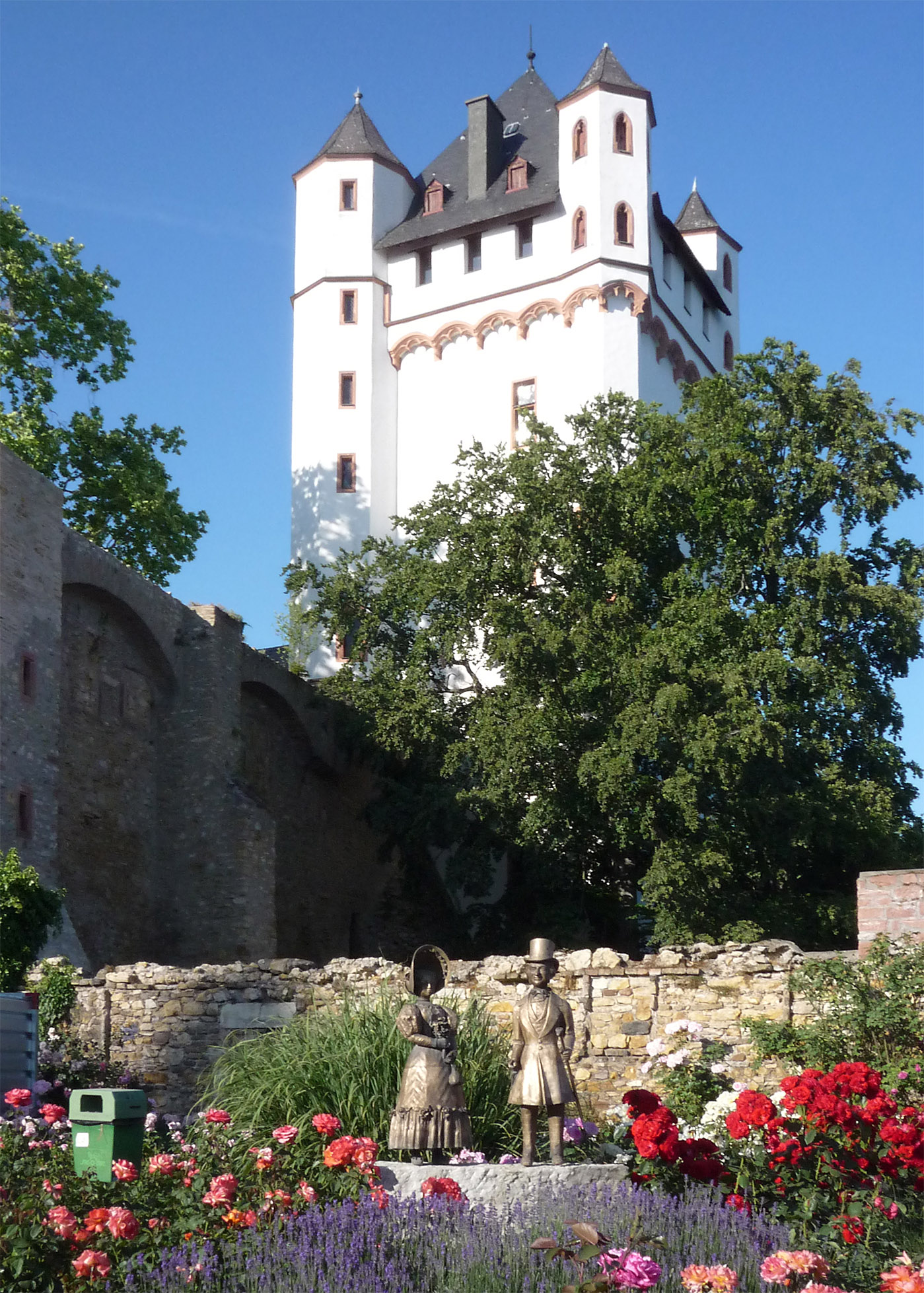
Electoral castle in Eltville
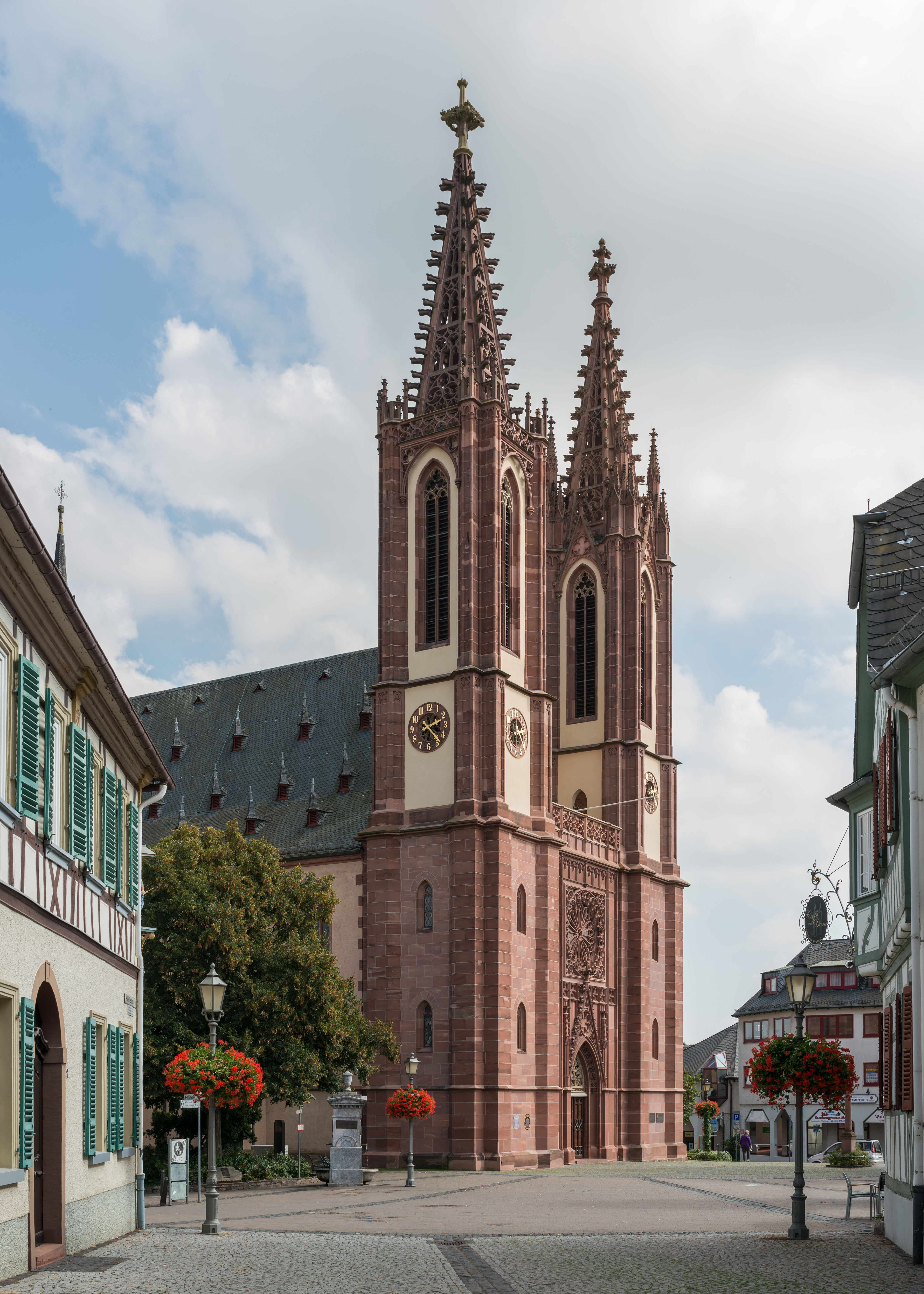
The Rheingauer Dom in Geisenheim

## 网页链接
- Rheingau-Wiki
- Rheingau im Bild
- Der Rheingau aus der Luft fotografiert[永久]